# Altoona (Alabama)
Altoona è un comune degli Stati Uniti d'America situato nelle contee di Etowah, Blount dello Stato dell'Alabama.